# Półwysep Apszeroński
Półwysep Apszeroński – półwysep leżący na zachodnim wybrzeżu Morza Kaspijskiego, na terytorium Azerbejdżanu.
Jest to półwysep nizinny (maksymalna wysokość 165 m n.p.m.), o powierzchni około 600 km². Rozciąga się na około 60 km przy maksymalnej szerokości około 30 km. Klimat półwyspu umiarkowanie ciepły, kontynentalny, wybitnie suchy. Występują na nim słone jeziora, oraz bogate złoża ropy naftowej i gazu ziemnego. Znajdujące się na Półwyspie Apszerońskim wulkany błotne wykorzystywane są w celach balneologicznych. Na południowym wybrzeżu półwyspu leży stolica Azerbejdżanu – Baku. Od półwyspu wziął nazwę rejon Apszeron.